# Port-Gentil
Port-Gentil és una ciutat del Gabon i la capital de la província de la Ogooué-Marítima. És la segona població del país en nombre d'habitants i la capital econòmica del Gabon. Situada a l'illa Mandji, a 144 km al sud-oest de Libreville, fou anomenada en honor d'Émile Gentil.
La divisa llatina de Port-Gentil és : « Olim arena, hodie, urbs » : « una platja de sorra antany, avui una ciutat ».
Els portgentillesos són un poc menys de 137.000.

## Geografia
Port-Gentil beneficia d'un clima tropical, amb una estació « seca » i una altra « de pluges ». La ciutat és vorejant de platges (Cap Lopez i el sector Sogara Port-Gentil).
Administrativament, comprèn quatre districtes.

## Transports i comunicacions
L'avinguda Léon-Mba és l'eix principal de la ciutat. La travessa totalment i la divideix en dues parts. D'un costat, la « ciutat » on es pot trobar els comerços, els bancs, els mercats, els serveis postals, o encara les clíniques i els hospitals… I de l'altre els « barris residencials » i els barris barraquers, on viuen la major part dels habitants.
No existia cap eix viari que connectés Libreville a Port-Gentil fins al 2016. Els desplaçaments entra les dues més grans ciutats del país s'efectuaven sigui per avió, sigui per via marítima. Els proveïments alimentaris i materials són duts el més sovint per vaixell a partir de Libreville. Aquest sistema ha estès el desenvolupament de les infraestructures portuàries ja obertes al món i a la indústria petroliera, creant així encara més activitat econòmica.

## Economia
Port-Gentil és també la capital econòmica del Gabon i produeix aproximadament els tres-quarts de la riquesa del Gabon amb l'activitat petroliera però també gràcies a la indústria de la fusta.
La sola refineria de petroli del Gabon, la SOGARA (Societat GAbonaise de RAffinage), se situa a Port-Gentil i es destina en gran part al consum local.
També és la seu de la principal base naval de la marina nacional gabonesa, que hi aplega totes les seves unitats navegants.

## Religió
Port-Gentil és la seu d'un bisbat catòlic creat el 19 de març de 2003.

## Personalitats nascudes a Port-Gentil
- Honorine Dossou Naki (1946-), diplomàtica i dona política,
- Marc-Louis Ropivia (1951-), geògraf, univesitari i home polític,
- Angèle Rawiri (1954-2010), novel·lista,
- Fanny Cottençon (1957-), actriu i productora,
- Jean-Pierre Wiedmer (1959-), home de negocis,
- Guy Roger Nzamba (1970-), futbolista,
- Lord Ekomy Ndong (1977-), músic hip-hop
- Géraldine Robert (1980-), jugadora de bàsquet
- Stéphane Lasme (1982-), jugador de bàsquet
- Didier Ovono Ebang (1983-), futbolista
- Éric Mouloungui (1984-), futbolista
- Merlin Tandjigora (1990-), futbolista

## Galeria

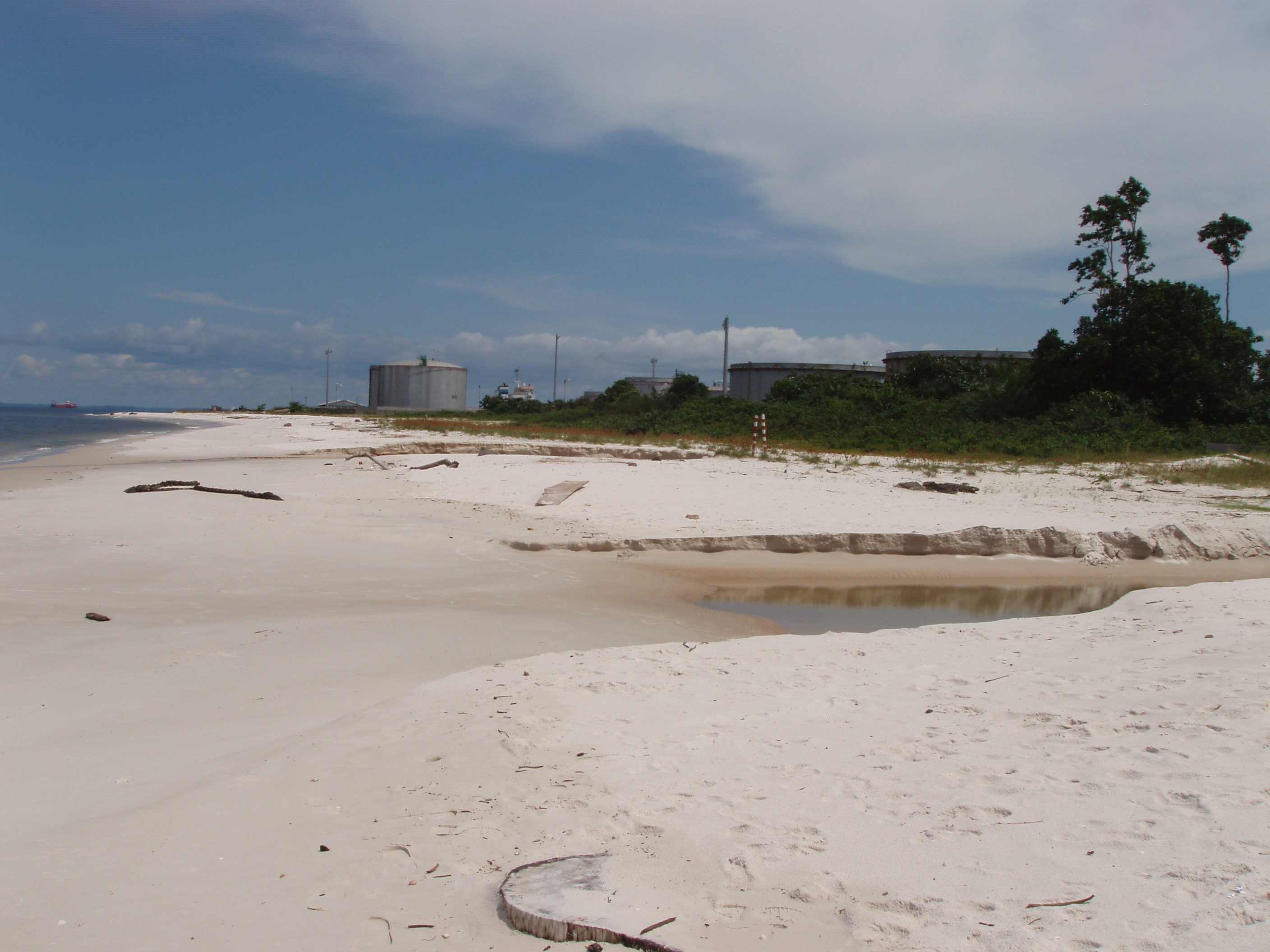
La platja, sector SOGARA.
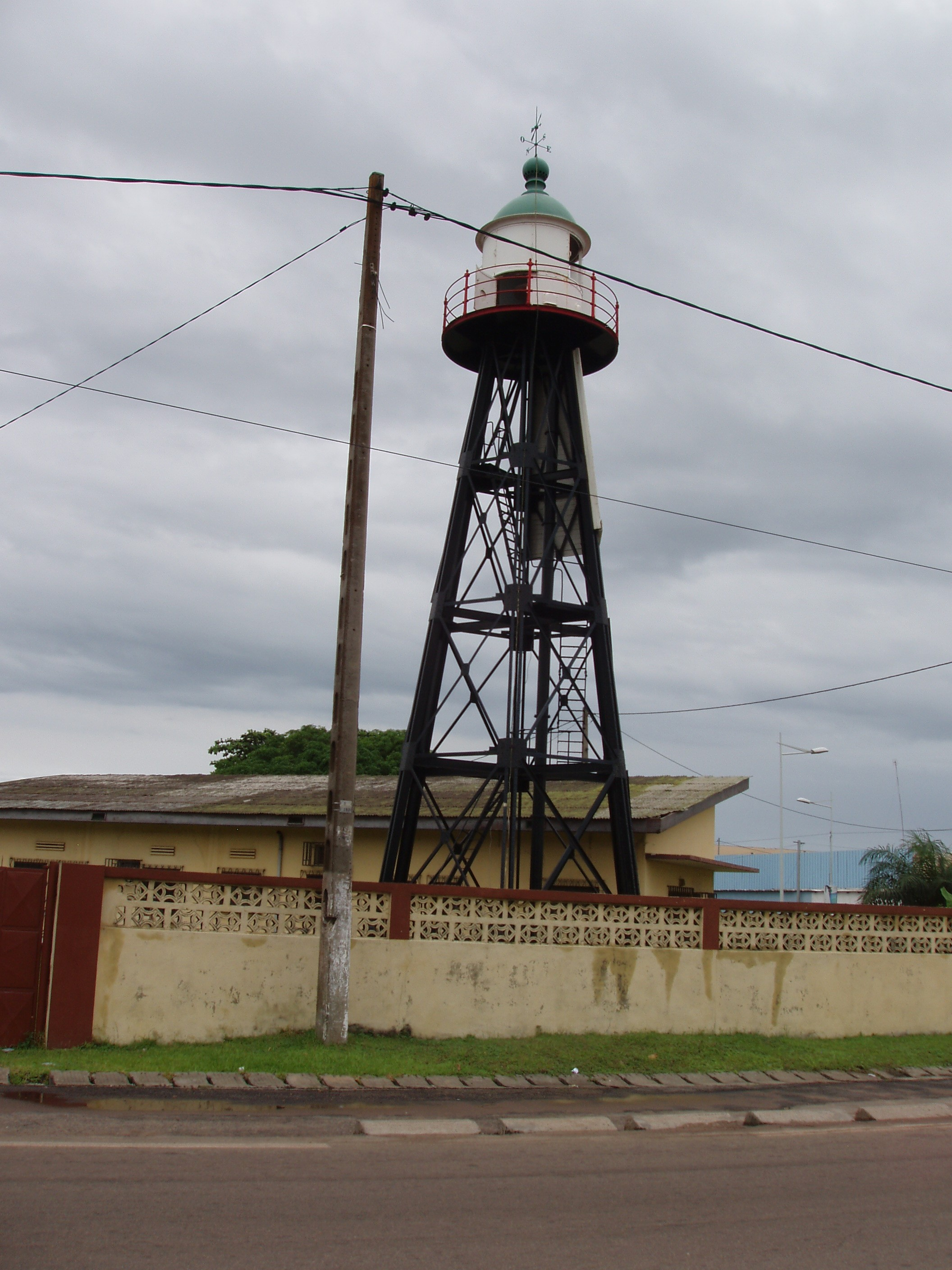
El far en plena ciutat.
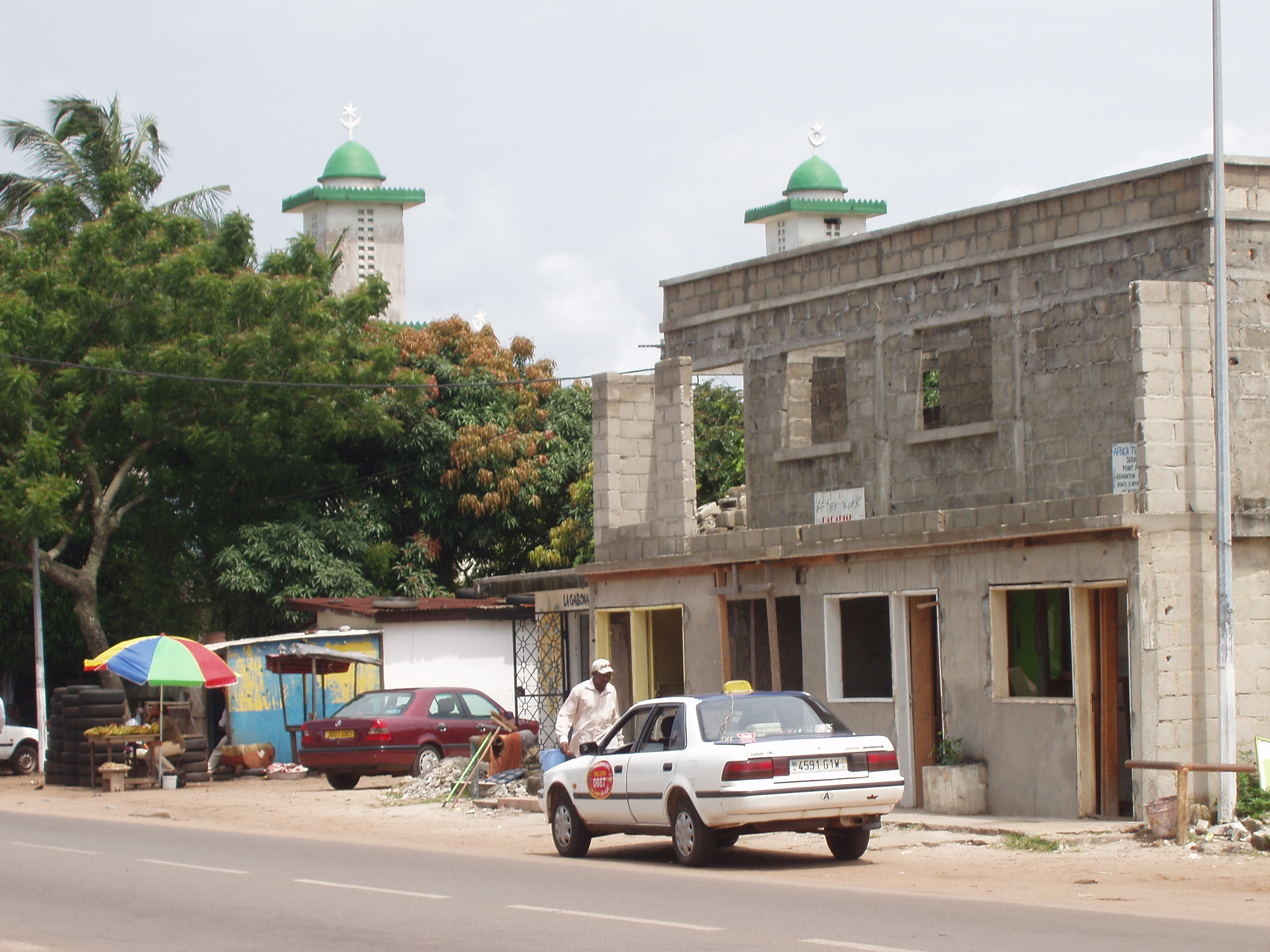
Mesquita i taxi a Port-Gentil.
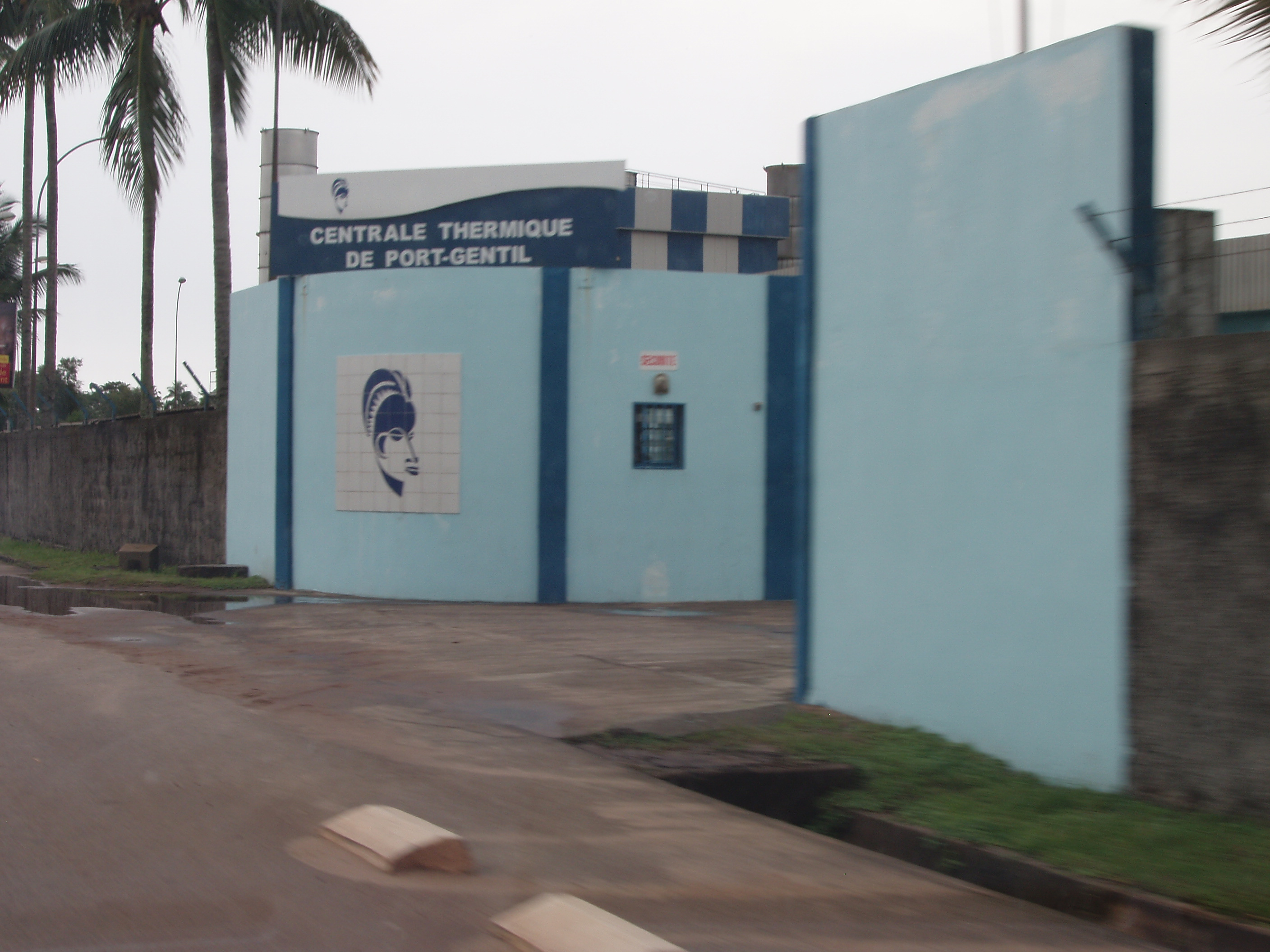
La central tèrmica SEEG.
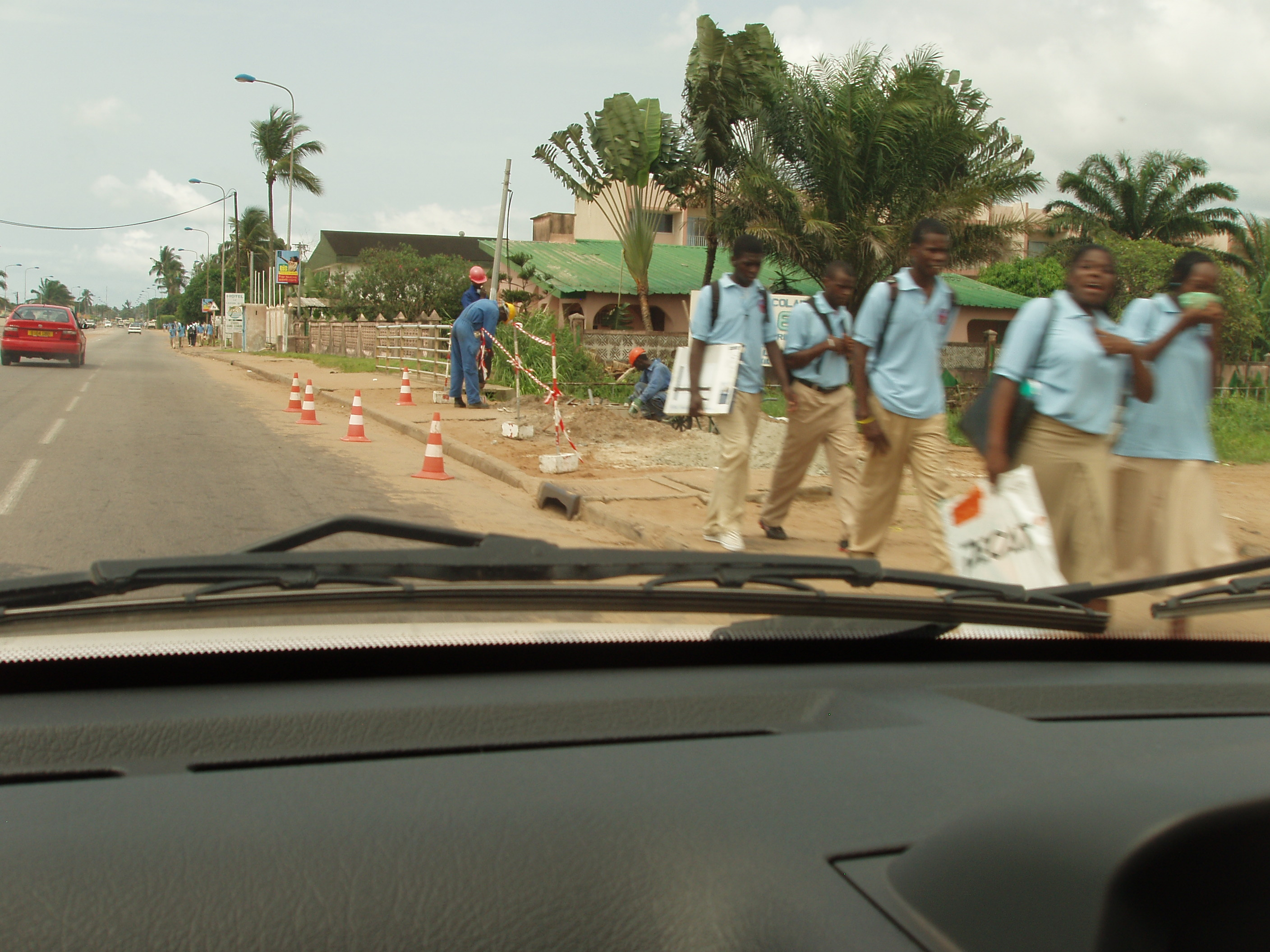
Sortida de les classes en uniforme a Port-Gentil.
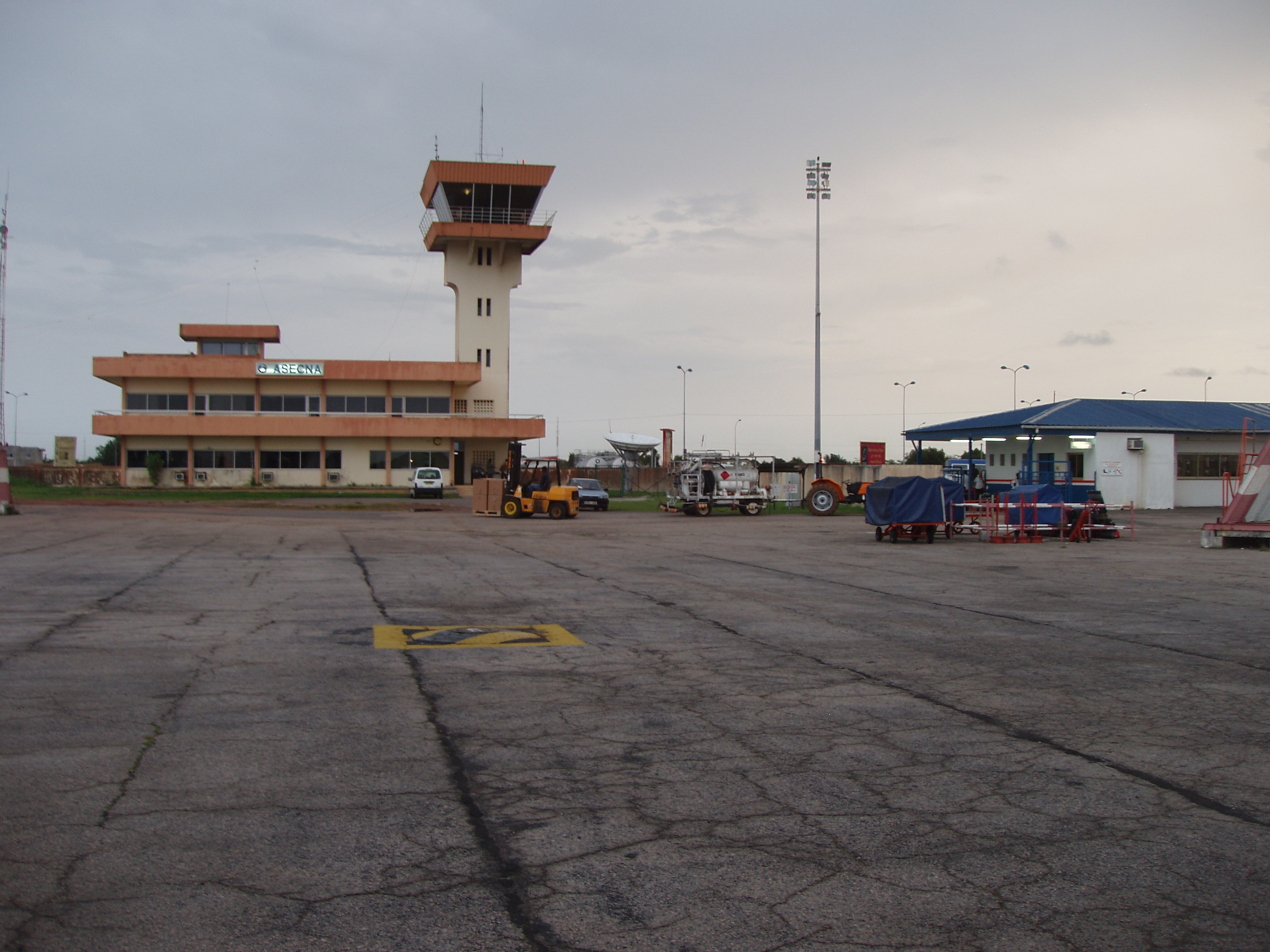
L'aeroport internacional de Port-Gentil.
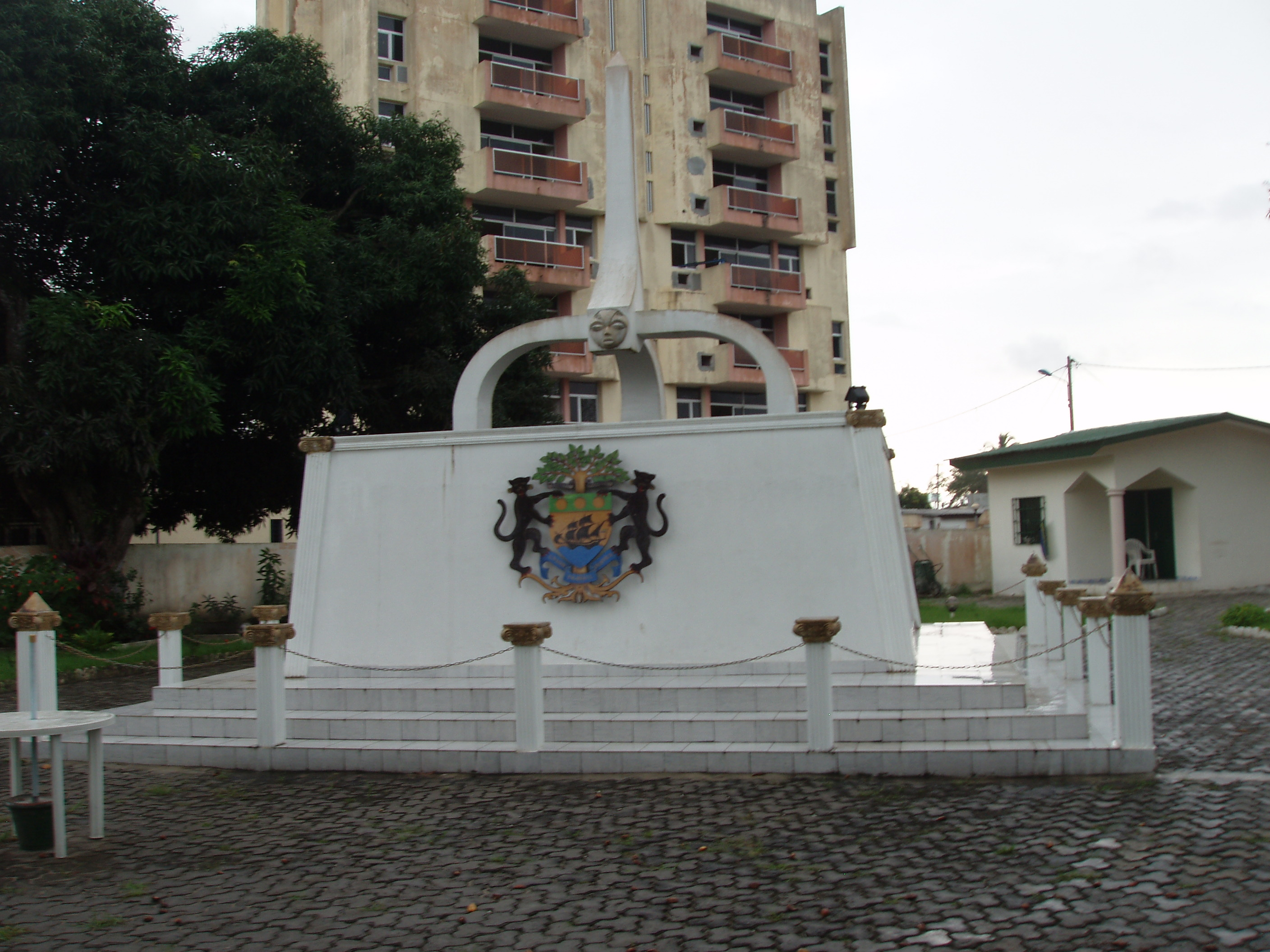
El monument del cinquantenari.
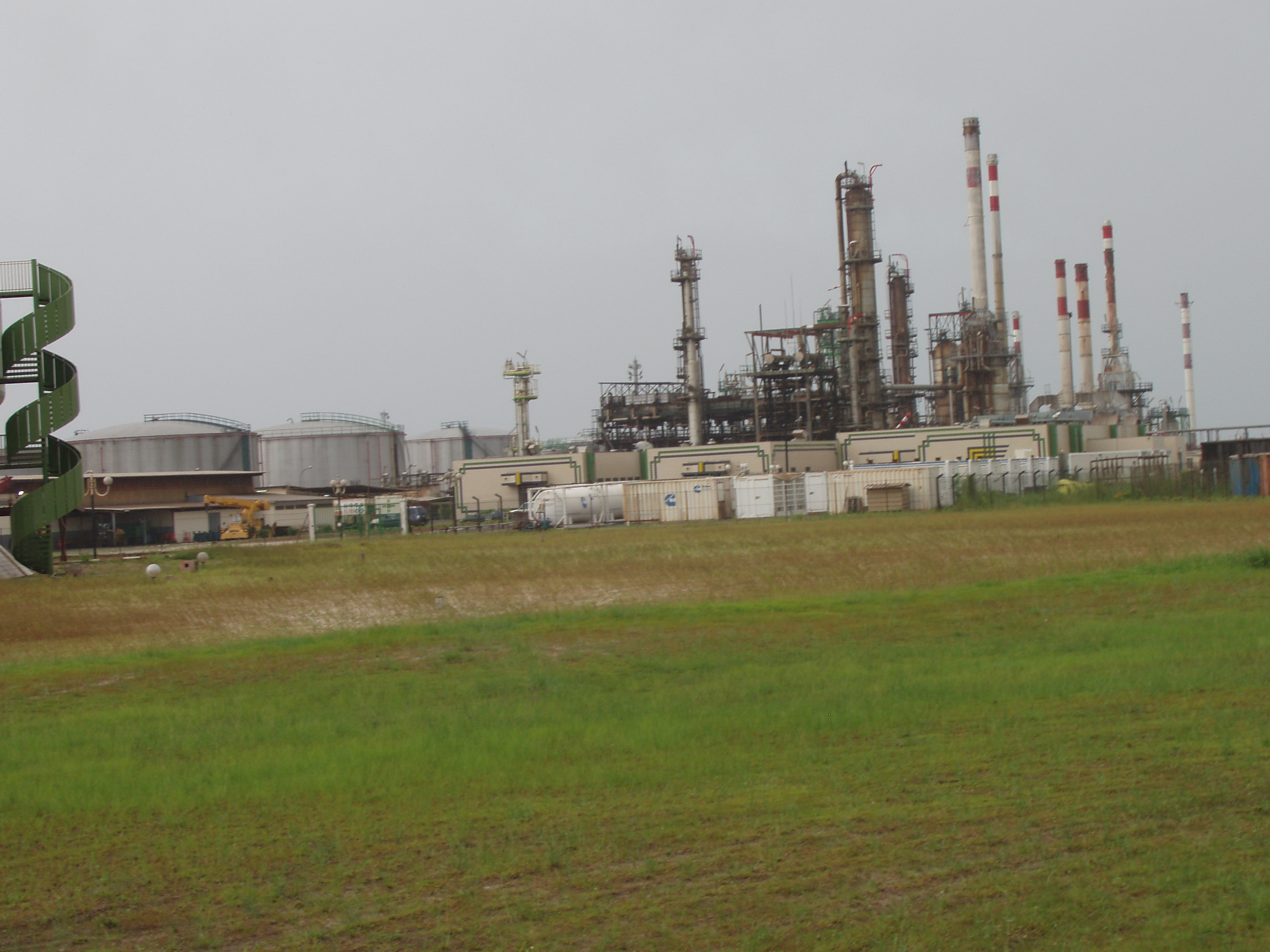
La refineria SOGARA.